# روب كولمان
روب كولمان هو مخرج ورسام رسوم متحركة كندي، ولد في 27 أبريل 1964 في تورونتو في كندا.

## وصلات خارجية
- روب كولمان على موقع IMDb (الإنجليزية)
- روب كولمان على موقع قاعدة بيانات الفيلم (الإنجليزية)